# Jérémy Beccu
Jérémy Beccu est un boxeur français né le 22 septembre 1990 à Auchel dans le Pas-de-Calais.

## Carrière
Champion de France amateur en 2009, 2010 et 2011 dans la catégorie mi-mouches, il se qualifie pour les Jeux olympiques de 2012 à Londres lors des championnats du monde qui se sont tenus à Bakou en 2011.

## Palmarès

### Jeux olympiques
- Qualifié pour les Jeux olympiques de 2012 à Londres (Royaume-Uni).

### Championnats du monde de boxe juniors
- Médaille de bronze en 2008 à Guadalajara (Mexique)

### Jeux méditerranéens
- Médaille d'or en catégorie mi-mouches (-48 kg) en 2009 à Pescara (Italie)

### Jeux de la Francophonie
- Médaille d'or en 2009 à Beyrouth

### Championnats de France
- Champion national en junior 2007 et 2008.
- Champion national en sénior 2009, 2010 et 2011.